# Ретротроника

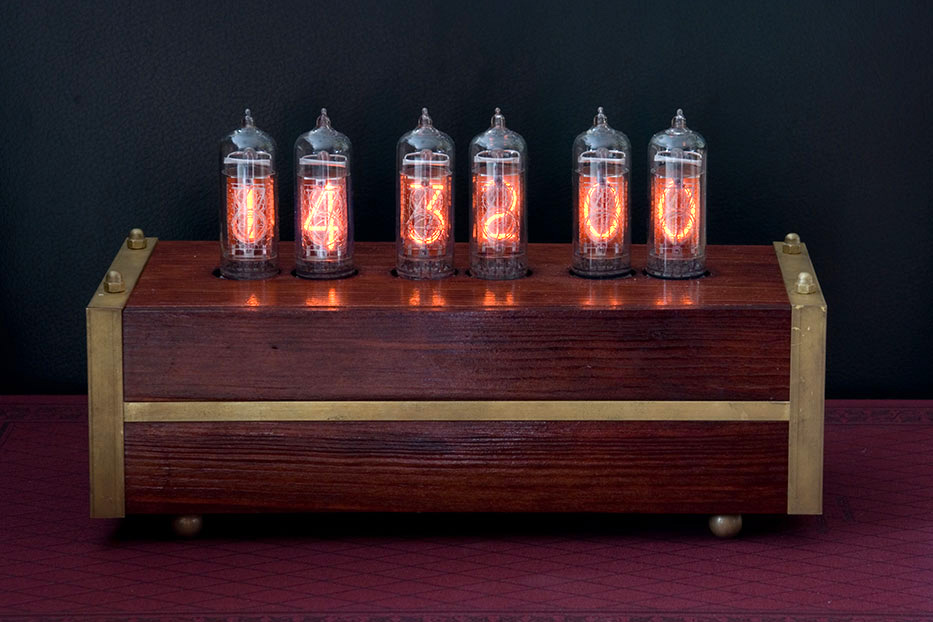
Часы с газоразрядным индикатором

Ретротроника (англ. retrotronics или retro-tronics: retro + electronics) — использование электрических приборов (таких как вакуумные трубки, газоразрядные индикаторы, реле, шаговый искатель, стрелочные амперметры и пр.) для создания новых визуально состаренных (ретро) приборов. 
Обычно подобные компоненты выбирают за эстетические качества, а не за производительность.

## Возникновение
Ретротроника приобрела популярность с развитием стимпанк-движения. 
На посвящённой искусству стимпанка выставке в Оксфорде треть работ была выполнена под влиянием ретротроники: от осветительных приборов до компьютерной клавиатуры и веб-камер из полированной меди и латуни. 
Вне стимпанка ретротроника заслужила внимание в ретрофутуризме. Также на ретротронику могло повлиять движение Мэйкеров.
Одним из ранних примеров широкого распространения ретротроники стало возвращение в Великобритании в начале 1980-х годов популярности чёрных бакелитовых телефонов 300-й серии с современным внутренним оснащением но внешним дизайном 1930-х годов.

## Распространение

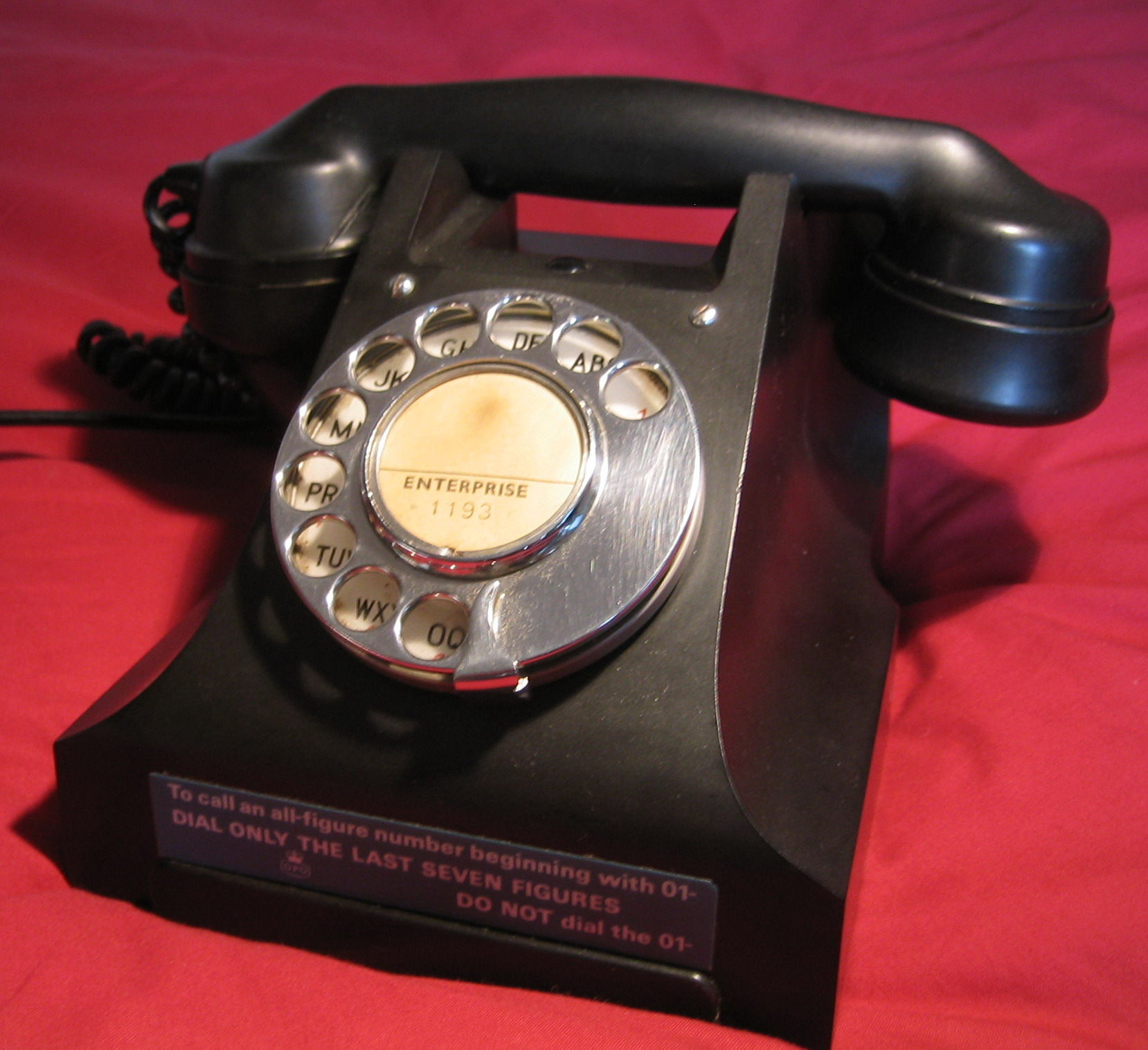
Телефонный аппарат в корпусе из бакелита, Великобритания

В музыкальной среде находятся желающие использовать 8-битную игру и звуки синтезатора (чиптюн) начала 1980-х годов. Кид Карпет, например, играет на детских игрушках или карманных синтезаторах того времени. Nullsleep создаёт музыку с помощью игровых приставок. Также, диджеи предлагают мелодии, построенные из нарезок звуков из игр или гаджетов прошлых лет.
Также, некоторые аудиофилы и электрогитаристы используют «устаревшие» ламповые усилители, чтобы усилить звук или придать «красок» (см. ламповый звук) — здесь ретротроника функциональна, а не только эстетична. 
Меломаны ищут лучшее звучание, не ухудшенное «коммутационными» искажениями, которые свойственны всем транзисторным усилителям, работающим (за редкими исключениями) в экономичных режимах и, несмотря на усовершенствования, снизившие величину таких искажений, люди остаются верными «ламповому звуку».